# 1136

## Události
- nástup gotiky přestavbou baziliky Saint-Denis

## Narození
- 22. července – Vilém z Anjou, bratr anglického krále Jindřicha II., († 30. ledna 1164)
- ? – Amaruy I., hrabě z Jaffy a Askalonu a jeruzalémský král († 11. července 1174)
- ? – Petronila Aragonská, královna a spoluvládkyně Aragonie († 13. října 1173)
- ? – Al-Džazárí, arabský vědec († 1206)
- Konrád II. Ota Český kníže.

## Úmrtí
- 15. listopadu – Leopold III. Babenberský, rakouský markrabě (* 1073)
- 14. prosince – Harald IV., norský král (* asi 1102)
- ? – Avraham bar Chija středověký židovský filosof, matematik a astronom (* 1070)

## Hlavy států
- České knížectví – Soběslav I.
- Svatá říše římská – Lothar III.
- Papež – Inocenc II. (protipapež: Anaklet II.)
- Anglické království – Štěpán III. z Blois
- Francouzské království – Ludvík VI. Francouzský
- Polské knížectví – Boleslav III. Křivoústý
- Uherské království – Béla II. Uherský
- Kastilské království – Alfonso VII. Císař
- Rakouské markrabství – Leopold III. Babenberský / Leopold IV. Babenberský
- Byzantská říše – Jan II. Komnenos